# Lewis Wallace
El General Lewis "Lew" Wallace (Brookville, Indiana, 10 d'abril de 1827 - Crawfordsville, Indiana, 15 de febrer de 1905) fou un escriptor i militar estatunidenc. Com a escriptor és conegut, principalment, per la seva cèlebre novel·la Ben-Hur: A Tale of the Christ, que va arribar a convertir-se en un best-seller abans de ser duta al cinema repetides vegades, de les quals destaca la magistral adaptació realitzada per William Wyler.
Wallace va néixer a Brookville, Indiana. Era fill de David Wallace (1799-1859) i Esther French Test. El seu pare era graduat de l'Acadèmia Militar dels Estats Units a West Point i va ser governador i vicegovernador de l'estat d'Indiana. En ser el pare escollit vicegovernador, la família es va traslladar a Covington (Indiana) lloc on va morir la seva mare el 1834. Als nou anys es va reunir amb el seu germà a l'Escola Preparatòria Wabash a Crawfordsville (Indiana), Aquell mateix any el seu pare es va tornar a casar amb Zerelda Gray Sanders Wallace, una eminent sufragista i advocada del Moviment Antic-alcohòlic.
El 1846, al principi de la Intervenció Nord-Americana a Mèxic, Wallace estava estudiant dret, però va decidir abandonar els seus estudis per a formar una companyia de la milícia i va ser anomenat tinent segon en el regiment número 1 d'Infanteria d'Indiana. Es va llicenciar del servei voluntari el 15 de juny de 1847 al final de les hostilitats militars.
Wallace va ser admès al col·legi d'advocats el 1849. El 1851 va ser escollit fiscal del 1r districte congressual d'Indiana. El 6 de maig de 1852, es va casar amb Susan Arnold Elston amb la qual va tenir un fill, Henry Lane Wallace (1853–1926). El 1856, als 29 anys va ser escollit membre del Senat de l'Estat d'Indiana.
Wallace havia conegut Abraham Lincoln després de la guerra amb Mèxic, i aquest fet va ser determinant perquè s'unís al Partit Republicà. Tot i que al principi de la guerra no era un abolicionista, el governador republicà d'Indiana, Oliver P. Morton, li va demanar ajut per a l'organització de les tropes, cosa a la qual va accedir amb la condició que se li assignés el comandament d'un regiment. Va ser nomenat ajudant general de l'Estat i el 25 d'abril de 1861, va ser nomenat coronel i el 3 de setembre del mateix any va ser ascendit a general de brigada de voluntaris. Com a militar va participar en la Guerra de Secessió nord-americana, conduint les tropes de la Unió en la important Batalla de Monocacy, durant la defensa de la ciutat de Washington. Al final de la guerra va dirigir els esforços secrets del govern Nord-Americà per ajudar els mexicans a deslliurar-se de l'ocupació francesa, que controlava Mèxic d'ençà de 1864.
Es va retirar de l'exèrcit el 30 de novembre de 1865. Wallace va ocupar una sèrie important de càrrecs polítics durant les dècades de 1870 i 1880: va ser governador de l'estat de Nou Mèxic de 1878 fins a 1881 i ambaixador a Turquia des de 1881 fins a 1885. També va participar en el judici de la comissió militar als conspiradors de l'assassinat de Lincoln. Va compaginar aquestes tasques amb la literatura. Com a escriptor va destacar com a autor de novel·les històriques com ara El Déu Just i El Príncep de l'Índia, que van tenir una bona acollida pels lectors si bé no van arribar a l'èxit de l'anteriorment esmentada Ben-Hur. Wallace va morir, probablement de càncer, a Crawfordsville i està enterrat en el cementeri d'Oak Hill.